# 信州学
信州学（しんしゅうがく 英語: Shinanology）は、民俗学者の市川健夫らによって提唱された長野県（信濃国）の民俗、文化、自然、地理、人文、歴史、経済、産業等を追究する学際的総合研究の方法論。日本の地域学の一つである。

## 総論文献
- 長野県史刊行会編 『長野県史』
  - 考古資料編
  - 近世史料編
  - 近代史料編
  - 通史編
  - 美術建築資料編
  - 民俗編
  - 方言編
- 信濃史学会紀要『信濃』
- 市川健夫 『信州学ことはじめ』第一法規出版、1988
- 市川健夫 『信州学入門〜山国の風土と暮らし』信濃教育出版、1991
- 市川健夫 『信州学ノート〜日本の屋根の風土学』信濃教育出版、1994
- 市川健夫 『信州学セミナー〜信州合衆国の歴史と文化』信濃教育出版、2000
- 市川健夫 『信州学大全』信濃毎日新聞社、2004
- 市川健夫 『信州学ダイジェスト〜日本の屋根の風土学』ゆにーく、2007
- 市川健夫 『信州学テキスト〜日本の屋根の風土と文化』第一企画、2012
- 塚田正朋 『長野県の歴史』山川出版社、1974
- 中日新聞長野支局編 『信州群像』郷土出版社、1985
- 宝月圭吾ほか 『長野県風土記』旺文社、1986
- 八十二文化財団編 『長野県の郷土と文化』八十二文化財団、1987
- 村山建大+Bチーム 『現代信州の基礎知識 1990』銀河書房、1990
- 県民Cチーム 『現代信州の基礎知識 1992』銀河書房、1992
- 銀河書房編  『あんたが大将信州人』銀河書房、1991
- 井出孫六 『信州奇人考』平凡社、1995
- 丸山一昭・岩中祥史 『不思議の国の信州人〜今日も何処かで「信濃の国」が…』 ベストセラーズ、1994
- 丸山一昭・岩中祥史 『新・不思議の国の信州人〜すべては信濃の国から始まった』 ベストセラーズ、2001
- 古川貞雄ほか 『県史20 長野県の歴史』山川出版社、1997
- 笹本正治 『山をめぐる信州史の研究』 高志書院、2003
- 角憲和 『ほんとうの信州〜信濃の国のかたち』 岳風書房、2003
- 市川正夫 『やさしい長野県の教科書地理』 しなのき書房、2008
- 信濃史学会編 『長野県民の戦後六〇年史』 信毎書籍出版センター、2008
- 中村一雄 『信州教育とはなにか 上 信州近代の教育史潮』信州教育出版社、2011
- 中村一雄 『信州教育とはなにか 下 信州近代の教育論潮』信州教育出版社、2011
- 長野県地理学会編 『信州学の展開』 長野県地理学会、2011
- 塚原弘昭 『長野県の地震入門』 しなのき書房、2011
- 土屋浩 『信州人のための幕末史』 ほおずき書籍、2012
- 県民学研究会編 『思わず人に話したくなる長野学』 洋泉社、2013
- 山本博文 『あなたの知らない長野県の歴史』 洋泉社、2014
- 長野県立歴史館編 『日常生活からひもとく信州 信州を学ぶ〜足元を探る編』 信濃毎日新聞社、2018
- 長野県立歴史館編 『広い世界とつながる信州 信州を学ぶ〜視野を育てる編』 信濃毎日新聞社、2018
- 長野県立歴史館編 『新たな時代にはばたく信州 信州を学ぶ〜未来を創る編』 信濃毎日新聞社、2019
- 信濃毎日新聞社出版部編 『長野県平成年表 1989-2019』 信濃毎日新聞社、2019
- 笹本正治 『古地図で楽しむ信州』 風媒社、2019
- 長野県地理学会編 『地形図でたどる長野県の100年』信濃毎日新聞社、2020
- 昭文社企画編集室編 『長野のトリセツ』昭文社、2021
- 長野県文化振興事業団編 『シンビズムの軌跡 信州ミュージアム・ネットワークが生んだアートプロジェクト』信濃毎日新聞社、2022
- 地学団体研究会長野支部編 『県歌「信濃の国」―歌詞からたどる地学の旅』 ほおずき書籍、2023
- 長野大学環境ツーリズム学部編 『大学的長野ガイド』 昭和堂、2025

## 主な研究者
- 市川健夫
- 井出孫六
- 長島伸一